# 塘辺駅
塘辺駅（とうへんえき、閩南語:tn̂g-pinn tsām）は、中華人民共和国福建省廈門市湖里区嘉禾路と仙岳路の交差点の交差点にある、廈門軌道交通1号線の駅である。

## 歴史
- 2017年12月31日1号線の駅として開業。

## 駅構造
島式ホーム1面2線の地下2層構造の駅である。
| 地下1階 | コンコース                 | 改札口、自動券売機、サービスセンター、駅商店、駅警備室、セキュリティ |  |
| 地下2階 | ●1号線                     | 岩内 行き（集美学村・杏林村・集美大道・廈門北駅 方面）               |  |
|         | 島式ホーム、左側の扉が開く |                                                                      |  |
|         | ●1号線                     | 鎮海路 行き（文竈・将軍祠・中山公園・鎮海路 方面）                   |  |

### のりば
| 番線 | 路線              | 方面                                | 行先        |
| ---- | ----------------- | ----------------------------------- | ----------- |
|      | 廈門軌道交通1号線 | 火炬園・官任・廈門北駅 方面         | 岩内 行き   |
|      | 廈門軌道交通1号線 | 文竈・将軍祠・中山公園・鎮海路 方面 | 鎮海路 行き |

## 隣の駅
廈門軌道交通
■1号線
烏石浦駅 - 塘辺駅 - 火炬園駅